# Andrėj Kascicyn
Andrėj Alegavič Kascicyn (in bielorusso Андрэй Алегавіч Касціцын?; Navapolack, 3 febbraio 1985) è un hockeista su ghiaccio bielorusso.

## Carriera
Nei primi anni di carriera ha vestito le maglie di Polimir Novopolotsk (2000/2001, 2001/02), Yunost Minsk (2000/01, 2001/02, 2002/03), HK Vitebsk (2000/01), HC CSKA Mosca (2002/03, 2003/04) e Khimik Moscow Oblast (2002/03).
Nella stagione 2004/05 è approdato in AHL con gli Hamilton Bulldogs, mentre la stagione seguente ha giocato in NHL con i Montreal Canadiens, club in cui ha militato nuovamente negli anni successivi fino al 2011. Nella stagione 2011/12 ha giocato con i Nashville Predators, sempre in NHL.
È approdato in KHL con il Traktor Chelyabinsk nel 2012/13. Nella stagione 2014/15 ha giocato con l'HC Sochi. Negli anni seguenti ha indossato le maglie di Torpedo Nizhny Novgorod (2015/16) e HC Sochi (2015-2017). Dalla stagione 2017/18 milita nel Kunlun Red Star.
Con la nazionale bielorussa ha preso parte a diverse edizioni dei campionati mondiali a partire dal 2003.